# Epicephala bromias
Epicephala bromias är en fjärilsart som beskrevs av Edward Meyrick 1910. Epicephala bromias ingår i släktet Epicephala och familjen styltmalar. Inga underarter finns listade i Catalogue of Life.